# Cimeira de Ação Climática das Nações Unidas de 2019
A Cimeira de Ação Climática das Nações Unidas de 2019, conhecido também como Cúpula do Clima da ONU, foi uma reunião de cúpula realizada na sede das Nações Unidas (ONU) em Nova Iorque em 23 de setembro de 2019.

## Prelúdio
Em meados de agosto de 2019, Greta Thunberg e seu pai Svante navegaram de Plymouth através do Oceano Atlântico para a América em um veleiro, Malizia II, onde participaram da Cimeira de Ação Climática da ONU. Após a cimeira, eles irão participar da Conferência das Nações Unidas sobre as Mudanças Climáticas que será realizada no Chile em dezembro de 2019.